# Retail park
Um Retail park é um tipo de centro comercial que consiste num conjunto de estabelecimentos de média superfície, localizados junto a um parque de estacionamento comum a todos eles.